# 李如樟
李如樟（？—？），鐵嶺人。李成梁第四子，明朝軍事人物。

## 生平
李如樟驍勇善戰，以父荫任都指揮僉事，万历二十年（1592年）哱拜生叛，李如樟隨兄李如松征寧夏，部卒何世恩於大火中取哱拜首級，擒哱拜次子，作为，先登之功。
李如樟與麻貴縱兵追至賀蘭山，獲首級百二十余。以功升为都督僉事。历任廣西總兵官、延綏總兵官。